# Cathy Kelly
Cathy Kelly, född i Belfast på Irland, författare och tidigare journalist. Hon är nu bosatt i grevskapet Wicklow på Irland.
Hennes böcker har inte översatts till svenska (juli 2006)